# Burkina Faso na Mistrzostwach Świata w Lekkoatletyce 2009
Burkina Faso na Mistrzostwach Świata w Lekkoatletyce 2009 – reprezentacja Burkina Faso podczas czempionatu w Berlinie liczyła tylko 2 zawodników.

## Występy reprezentantów Burkina Faso

### Mężczyźni
- Bieg na 100 m
  - Idrissa Sanou z czasem 10,74 zajął 64. miejsce w eliminacjach i nie awansował do kolejnej rundy

### Kobiety
- Bieg na 400 m przez płotki
  - Aïssata Soulama z czasem 59,20 zajęła 34. miejsce w eliminacjach i nie awansowała do kolejnej rundy